# Мемориал Алехина 2013
Мемориал Алехина — международный шахматный турнир, сроки проведения: 20 апреля — 2 мая 2013 года. Первая часть турнира — с 20 по 26 апреля — состоялась в Лувре, а вторая — с 26 апреля по 2 мая — в Михайловском замке Государственного Русского музея в Санкт-Петербурге. Согласно данным прессы, призовой фонд составил 100 000 евро.

## Идея проведения турнира
Турнир памяти русского шахматиста, четвёртого чемпиона мира по шахматам Александра Алехина проводился в рамках комплекса инициатив, направленных на укрепление культурных и спортивных связей между Францией и Россией. Также в рамках культурного сотрудничества был реализован проект по созданию в Лувре постоянной экспозиции, посвящённой русскому искусству: соглашение об этом было подписано 5 февраля 2013 года между президентом-директором музея Лувр Анри Луареттом, председателем Экономического совета французских и российских предприятий Франко-российской торгово-промышленной палаты Геннадием Тимченко и членом этого же совета Андреем Филатовым. 7 марта турнир был представлен официально. По аналогии с матчем за титул чемпиона мира 2012 года, проходившем в инженерном корпусе Третьяковской галереи в Москве, его также было решено провести в музеях — в Лувре (Франция) и в Государственном Русском музее (Санкт-Петербург, Россия). Выбор именно этих мест не случаен: в 1921 году Алехин, родившийся в России, переехал во Францию, а в Санкт-Петербурге началась его шахматная карьера.
Пресс-конференция, церемония открытия и жеребьёвка турнира состоялись 20 апреля в саду Тюильри (Лувр).
Мемориал Алёхина 2013 имел среднее значение по рейтингу участников 2750, что сделало его одним из самых значимых турниров в рейтинге ЭЛО (занимает 20 из 22 категорий).

## Организаторы
В 2013 году организаторами международного шахматного турнира стали:
- Предприниматель и общественный деятель Геннадий Тимченко[9]
- Предприниматель Андрей Филатов[9]
- Благотворительные фонды «Ладога» и «Нева»[1][9]
- Российская шахматная федерация[9]
- Франко-российская торгово-промышленная палата в России (CCIFR)[9]

## Регламент турнира

### Сроки проведения
Первая часть соревнования прошла с 20 по 26 апреля в Лувре, вторая — с 26 апреля по 2 мая в Санкт-Петербурге.

### Система проведения
Турнир был проведён по круговой системе с фишеровским контролем времени 1 час 40 минут на 40 ходов + 50 минут на 20 ходов + 15 минут до конца партии. Участникам запрещалось вступать в переговоры о ничьей до 40 хода включительно.

### Участники
| - Вишванатан Ананд (Индия, 2783, действующий чемпион мира) - Левон Аронян (Армения, 2809) - Владимир Крамник (Россия, 2801) - Пётр Свидлер (Россия, 2747) - Борис Гельфанд (Израиль, 2739, претендент на звание чемпиона мира 2012 года) | - Майкл Адамс (Англия, 2727) - Максим Вашье-Лаграв (Франция, 2722) - Никита Витюгов (Россия, 2712) - Дин Лижэнь (Китай, 2707) - Лоран Фрессине (Франция, 2706) |

Главный судья: международный арбитр Борис Постовский (США).

### Апелляционный комитет
Апелляционный комитет состоял из трёх основных и одного запасного членов. Председатель — Анатолий Быховский (Россия), назначенный Российской шахматной федерацией. Остальные члены Апелляционного комитета выбирались из числа участников турнира. Апелляция подавалась в случае несогласия с решением главного арбитра турнира не позднее 60 минут после окончания партии, при этом заявитель был обязан внести на депозит сумму, эквивалентную 3000 рублей. В случае принятия апелляции эта сумма возвращалась заявителю, в противном случае депозит вносился наличными в кассу Российской шахматной федерации.

### Определение победителей
В случае равенства очков места распределялись по дополнительным показателям:
- количество партий, сыгранных чёрными;
- наибольшее число побед;
- результат личной встречи;
- коэффициент Койя;
- коэффициент Бергера.

## Таблица[11]
| №  | Участник            | Страна  | 1 | 2 | 3 | 4 | 5 | 6 | 7 | 8 | 9 | 10 |  | + | − | = | Очки | Место |
| -- | ------------------- | ------- | - | - | - | - | - | - | - | - | - | -- |  | - | - | - | ---- | ----- |
| 1  | Максим Вашье-Лаграв | Франция |   | 1 | ½ | ½ | 1 | ½ | ½ | 0 | 0 | ½  |  | 2 | 2 | 5 | 4,5  | 4-8   |
| 2  | Дин Лижэнь          | Китай   | 0 |   | ½ | 0 | ½ | 0 | ½ | ½ | 1 | ½  |  | 1 | 3 | 5 | 3,5  | 9     |
| 3  | Владимир Крамник    | Россия  | ½ | ½ |   | ½ | ½ | ½ | 1 | 1 | 0 | 0  |  | 2 | 2 | 5 | 4,5  | 4-8   |
| 4  | Вишванатан Ананд    | Индия   | ½ | 1 | ½ |   | ½ | ½ | 0 | ½ | ½ | 1  |  | 2 | 1 | 6 | 5    | 3     |
| 5  | Пётр Свидлер        | Россия  | 0 | ½ | ½ | ½ |   | ½ | 0 | ½ | 0 | ½  |  |   | 3 | 6 | 3    | 10    |
| 6  | Борис Гельфанд      | Израиль | ½ | 1 | ½ | ½ | ½ |   | 1 | ½ | ½ | ½  |  | 2 |   | 7 | 5,5  | 2     |
| 7  | Майкл Адамс         | Англия  | ½ | ½ | 0 | 1 | 1 | 0 |   | ½ | ½ | ½  |  | 2 | 2 | 5 | 4,5  | 4-8   |
| 8  | Никита Витюгов      | Россия  | 1 | ½ | 0 | ½ | ½ | ½ | ½ |   | ½ | ½  |  | 1 | 1 | 7 | 4,5  | 4-8   |
| 9  | Левон Аронян        | Армения | 1 | 0 | 1 | ½ | 1 | ½ | ½ | ½ |   | ½  |  | 3 | 1 | 5 | 5,5  | 1     |
| 10 | Лоран Фрессине      | Франция | ½ | ½ | 1 | 0 | ½ | ½ | ½ | ½ | ½ |    |  | 1 | 1 | 7 | 4,5  | 4-8   |

Первое место поделили Аронян и Гельфанд. По дополнительным показателям победителем турнира признан Аронян. По окончании Санкт-Петербургской части турнира были вручены ряд дополнительных призов. Приз за партию в стиле Алехина получил Лоран Фрессине, который красиво обыграл Владимира Крамника. Лучшую комбинацию турнира провел Дин Лижень в партии первого тура против будущего победителя. Также были отмечены Борис Гельфанд (за высокую технику) и Никита Витюгов — за лучшую игру в Санкт-Петербургской части турнира.